# Nyköpings kommun
58°45′N 17°01′Ø / 58.750°N 17.017°Ø
Nyköpings kommun er en svensk kommune ved Østersøen. Kommunen ligger i den sydlige del af Södermanlands län i landskabet Södermanland.
Nyköping er hovedby både i Nyköpings kommun og i Södermanlands län. 
Fra 1951 skete der omfattende kommunesammenlægninger i den sydlige del af lenet. Navnet Nyköpings kommun er fra 1971. Kommunen havde sin største udstrækning i 1974-1991. Utilfredshed i kommunens nordlige og østlige dele førte til, at Gnesta kommun og Trosa kommun blev genoprettede i 1992.  
Sveriges tredje største lufthavn Stockholm-Skavsta Lufthavn ligger i kommunen.